# Tribunal de police (Belgique)
Pour les articles homonymes, voir Tribunal de police.
Le tribunal de police est une juridiction principalement compétente pour juger les contraventions et les infractions de roulage. Il s'agit d’une juridiction mixte statuant au premier degré, tant en droit pénal qu’en droit civil.

## Contexte de création
La structure territoriale et la répartition des tribunaux belges qui existent actuellement sont issus de la Révolution française. Les territoires qui constitueront la future Belgique adoptent cette organisation judiciaire (départements, arrondissements et cantons) lors de leur annexion, en 1795, à la République française. Cette structure n’a pas évolué à la suite de la création du Royaume des Pays-Bas, auxquels ils ont ensuite été rattachés. En 1815, les départements sont devenus des provinces. En 1830, lorsque la Belgique devient indépendante, elle garde sa structure calquée sur la subdivision datant de la Révolution française, à savoir la répartition des tribunaux de police selon les différents cantons judiciaires. Depuis, ce système n’avait connu aucun changement majeur, à l'exception de la constitution des 27 arrondissements qui résulte de l'introduction de la loi sur l'organisation judiciaire de 1869 et du Code judiciaire en 1967.
Cette organisation judiciaire a été remise en question après la série de meurtres commis entre 1982 et 1985 par les « tueurs du Brabant » ainsi que les enlèvements et les meurtres d'au moins six jeunes filles commis par Marc Dutroux entre 1993 et 1996. Le gouvernement avait souhaité améliorer la communication au sein de la magistrature et des services de police. En 1998, un accord politique fut imaginé en vue de réformer la police et le système judiciaire, mais il n’est jamais entré en vigueur. Cependant, sous le mandat d’Annemie Turtelboom, la loi du 1er décembre 2013 fut adoptée, réformant la structure territoriale belge : de vingt-sept arrondissements judiciaires, la Belgique n'en compte plus que douze. Huit de ces arrondissements correspondent aux limites provinciales. L'arrondissement judiciaire de Bruxelles est, quant à lui, toujours basé sur la loi du 19 juillet 2012 réformant l'arrondissement judiciaire de Bruxelles.
Ainsi, les tribunaux de police, qui étaient auparavant dispersés au sein des différents cantons, sont désormais situés dans chaque arrondissement judiciaire.

## Ressort
Il existe quinze tribunaux de police, organisés au niveau des douze arrondissements judiciaires et répartis en une ou plusieurs divisions. La plupart d’entre eux sont situés dans le chef-lieu de l’arrondissement correspondant, :
1. Flandre orientale (Gand - Termonde - Audenarde)
2. Flandre occidentale (Bruges - Courtrai - Furnes - Ypres)
3. Anvers (Anvers - Turnhout - Malines)
4. Limbourg (Hasselt - Tongres)
5. Brabant wallon
6. Namur (Namur - Dinant)
7. Bruxelles
8. Hainaut (Mons - Tournai - Charleroi)
9. Louvain
10. Liège (Liège - Verviers - Huy)
11. Eupen
12. Luxembourg (Marche-en-Famenne - Neufchâteau -  Arlon)

## Compétences
Visant à résorber l’arriéré judiciaire constitué par le contentieux relatif aux affaires de roulage et à désencombrer les cours d’appel saisi de ce contentieux, la loi du 11 juillet 1994 relative aux tribunaux de police et portant certaines dispositions relatives à l'accélération et à la modernisation de la justice pénale a fait du tribunal de police la juridiction de référence en matière de litiges concernant les accidents de la circulation. Le tribunal de police est une juridiction mixte statuant en droit pénal et en droit civil.
Le terme « accident de la circulation » doit être entendu au sens large. Par exemple, il n’implique pas nécessairement un véhicule puisqu'il peut s'appliquer également au trafic piétonnier. De même, le lieu de l’accident ne doit pas forcément être accessible au public.

### En matière pénale
En matière pénale, le tribunal de police est compétent pour les contraventions (amende entre 1 et 25 euros, et/ou emprisonnement entre un et sept jours), quel qu’en soit le montant. Il est aussi compétent pour les délits prévus par différentes lois listées à l’article 138 du Code d’instruction criminelle, notamment les homicides, coups ou blessures résultant d’un accident de la route ou encore pour juger des délits de fuite.
Enfin, il est compétent pour les délits contraventionnalisés (délits requalifiés en infractions en raison de circonstances atténuantes).

### En matière civile
En matière civile, le tribunal de police est compétent pour toute demande de réparation d’un dommage causé par un accident de la route ou un accident ferroviaire. Cette compétence est exclusive, c'est-à-dire que le tribunal de première instance ne peut pas se la voir attribuée.

### Compétence territoriale
Au niveau de la compétence territoriale, le régime général de l’article 624 du Code judiciaire s’applique, de même que l’article 139 du Code d’instruction criminelle. Ce dernier dispose que sont compétents le tribunal de police du lieu de l’infraction, celui de la résidence de l’inculpé et celui où il a été trouvé ; et en ce qui concerne les personnes morales, sont aussi compétents les tribunaux de police du siège social de la personne morale et celui du lieu de son siège d’exploitation. Par ailleurs, les recours concernant des litiges relatifs à un contrat d’assurance doivent être portés devant le tribunal de police du domicile du preneur d’assurance (Code judiciaire, art. 108 et 628).
« Lorsque le tribunal de police est régulièrement saisi de plusieurs infractions dont une seule relève de sa compétence territoriale, mais est connexe aux autres, il demeure compétent pour connaître des autres préventions malgré l’acquittement prononcé à l’égard de la première prévention ».

## Composition
Le tribunal de police comporte un ou plusieurs juges effectifs nommés par le Roi (sur présentation motivée de la Commission de nomination du Conseil supérieur de la Justice). Il existe un juge par arrondissement, excepté à Bruxelles. L’arrondissement de Bruxelles comporte quatre juges : un juge siège au tribunal de police francophone, un autre juge siège au tribunal de police néerlandophone, un au tribunal de police de Hal et un au tribunal de Vilvorde. Les juges peuvent être transférés dans un autre arrondissement s’ils y consentent. Il peut s’agir de juges de paix, cumulant ainsi leurs fonctions. Il existe également des juges suppléants, ainsi qu'un mécanisme de désignation et de délégation temporaire,.

Le président des juges au tribunal de police est le même que celui des juges de paix. Comme l'indique l'article 68 du Code judiciaire : 
« [Il] est chargé de la direction générale et de l’organisation du tribunal de police. Il répartit les affaires conformément au règlement de répartition des affaires et au règlement particulier du tribunal. Lorsque les nécessités du service le justifient, il peut répartir une partie des affaires attribuées à une chambre entre les autres chambres de la division. Il répartit les juges parmi les divisions. S’il désigne un juge dans une autre division, il entend le juge concerné et motive sa décision. »
Chaque tribunal de police se voit affecter un greffe. Le greffe se compose d’un ou plusieurs greffiers et de membres du personnel du greffe. Ils sont placés sous la direction du greffier en chef. Depuis la sixième réforme de l’État, il y a un greffier en chef dans chaque arrondissement judiciaire, à l'exception de celui de Bruxelles, dans lequel chacun des tribunaux de police a conservé un greffier en chef.
En matière pénale, est aussi présent le ministère public, qui voit ses fonctions exercées par le procureur du Roi - ou, en pratique, un ou plusieurs substituts.

## Procédure

### En matière pénale
Les affaires pénales peuvent être portées de différentes façon devant la justice (renvoi par les juridictions d’instruction, citation par le ministère public, citation par la partie civile, convocation par procès-verbal, comparution volontaire, ou recours contre une sanction administrative). Lors de l’audience le prévenu peut, s'il le souhaite, se faire représenter par un avocat. Il n'est pas obligé de comparaître en personne, sauf si le tribunal en fait la demande. La majorité des audiences commence par la vérification de l'identité des parties. Ensuite a lieu l’exposé de la demande de la partie civile (s'il y en a une). S'ensuit la réquisition de la peine par le ministère public et, enfin, le prévenu et/ou son avocat peut prendre la parole. Cet ordre n’est pas immuable car il est possible de recourir à l’audition d'experts et/ou de témoins.
Finalement, le prononcé du jugement est rendu publiquement à la fin de l’audience ou à une date ultérieure,,.
Lorsque la section pénale du tribunal de police rend sa décision, le juge statue accessoirement sur les effets civils de la peine. Ainsi, quiconque affirme avoir subi un dommage à l’occasion d’un accident de la circulation peut se constituer partie civile au procès.

### En matière civile
La procédure d'une affaire civile peut débuter de diverses façons (citation, comparution volontaire, requête contradictoire, requête unilatérale). L’audience d’introduction constitue la première étape. Il est possible que l'une des parties citées ne se présente pas, auquel cas l'affaire est reportée. Si les deux parties sont présentes (ou si elles sont représentées par un avocat), l’affaire peut débuter. L'affaire peut être simple ou complexe. Pour une affaire simple, l'audience pourra être reportée à une audience ultérieure si elle connaît des prolongations. Une affaire complexe, elle, connaît une procédure dite de « mise en état ». Les parties doivent convenir d'un calendrier afin de fixer une date précise pour laquelle les parties doivent avoir rendu par écrit leurs arguments au juge et à l'autre partie. Si les parties ne trouvent pas d’accord, c’est le juge qui fixera l'échéance dans les six semaines suivant l’introduction de l’affaire. La date de l’audience sera ensuite fixée par le juge.  
L’audience est publique. À l’issue de celle-ci le juge place l'affaire « en délibéré ». Cela signifie que le juge va étudier le dossier avec toutes les conclusions et les pièces afin de former son jugement. La décision est généralement rendue un mois plus tard. Le jugement rendu peut être définitif ou interlocutoire. Il doit être motivé et signé par tous les juges,,.

## Voies de recours
En matière pénale, les décisions du tribunal de police peuvent faire l’objet d’un appel devant le tribunal correctionnel, y compris lorsque la décision statue sur les intérêts civils.
En matière civile, les jugements peuvent faire l’objet d’un appel devant le tribunal civil lorsque le montant de la demande dépasse 2.000 euros.

### Législation
- Code judiciaire, art. 59 à 72ter, 150, 157, 164, 166, 167, 601bis, 601ter et 617.
- Annexe au Code judiciaire « Limites territoriales et siège des cours et tribunaux », art.3.
- Code d'instruction criminelle, art. 137, 138 et 139.
- Code pénal, art. 28 et 38.
- Loi du 4 octobre 1867 sur les circonstances atténuantes.
- Arrêté royal du 14 mars 2014 relatif à la répartition en divisions des cours du travail, des tribunaux de première instance, des tribunaux du travail, des tribunaux de l'entreprise et des tribunaux de police.

### Ressources numériques
- « Tribunal de police | Cours et Tribunaux », disponible sur www.tribunaux-rechtbanken.be, consulté le 8 décembre 2020.
- « Tribunal de police », disponible sur www.questions-justice.be, consulté le 5 décembre 2020.
- [PDF] « La réforme de l'Ordre judiciaire (2012-2014) », consulté le 6 décembre 2020.
- « La justice », disponible sur www.vivreenbelgique.be, consulté le 5 décembre 2020.
- « Procédure devant le tribunal de police », disponible sur www.droitsquotidiens.be, consulté le 9 décembre 2020.